# Langues des anges
Les langues des anges sont les langues prétendument utilisées par les anges. On y trouve des références dans les louanges chantées du judaïsme de l'époque du Second Temple.

## Historique
Dans la Bible hébraïque, les anges ne sont pas dotés d'une langue spéciale et ils parlent dans des langues humaines.
Dans les Manuscrits de la mer Morte de Qumrân, le concept apparaît dans la série d'hymnes pour les sacrifices du samedi,,.
Plus tard, à Alexandrie, un concept lié figure parmi les membres féminins de la synagogue juive therapeutae. Le texte principal est le Testament de Job apocryphe.
Il est possible que la mention des langues des anges, dans la Première épître aux Corinthiens, chapitre 13, soit une référence à l'influence d'Alexandrie sur le culte de Corinthe.